# Digispark

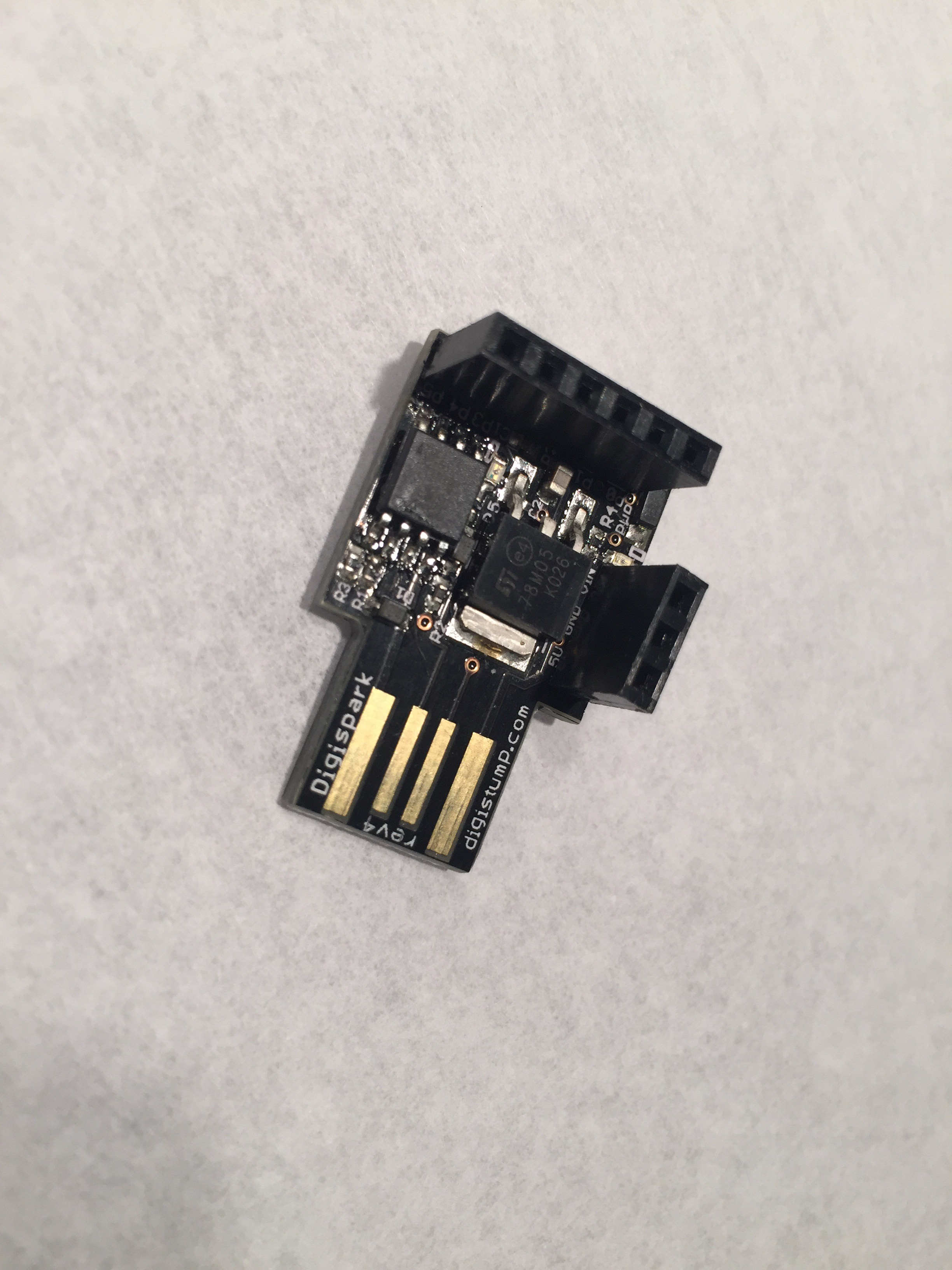

Digispark — маленькая плата на основе микроконтроллера ATtiny85, она чем-то схожа с популярными платами Arduino(Uno, nano), но имеет намного меньше возможностей. Зато размер позволяет использовать плату в простых проектах требующих компактности.
Большим «плюсом» этой платы несомненно является её размер. Малый размер позволяет использовать плату там, где нужна компактность и не требуется много контактов для управления (например, электронные часы). Также плата будет полезна для простых проектов, где мощность таких плат как Arduino nano, uno будет излишней.
Плата Digispark встречается в двух вариантах. На фото показан первый вариант платы, его особенность в том, что для прошивки он вставляется прямо в порт USB (как «флешка»). Второй вариант имеет microUSB порт (обычно этот порт часто используется в различных устройствах — смартфонах, планшетах, камерах и т. п.).

## Характеристики
- Память программ (FLASH) — 8КБ, из них около 2КБ занимает загрузчик
- ОЗУ (SRAM) — 512 байт
- Энергонезависимая память (EEPROM) — 512 байт
- Тактовая частота 16МГц/16,5МГц (существуют и другие версии)
- USI (Universal Serial Interface) — универсальный последовательный интерфейс. Может использоваться в двухпроводном (I2C/TWI) и трехпроводном (SPI) режиме
- 4-х канальный 10-разрядный АЦП
- Аналоговый компаратор
- 2 8-битных таймера-счетчика
- Сторожевой таймер
- 8 выводов, 6 из которых доступны как линии ввода-вывода
- Питание Digispark возможно от USB, либо от внешнего источника 5В или 7-35В (рекомендуется не более 12В). На плате есть регулятор напряжения.

## Прошивка и подключение
Перед прошивкой платы через Arduino IDE сначала следует подготовить программу. Для работы потребуется изменить некоторые настройки и добавить в менеджере плат данную микросхему. Также в некоторых случаях может потребоваться установить драйвера.
В отличие от «старших братьев», таких как Arduino nano или uno например, Digispark прошивается немного иначе. После создания кода (в программе Arduino IDE) требуется запустить загрузку, но подключать плату к компьютеру следует только после «приглашения» от программы. У вас будет около 60 секунд на подключение.
Рекомендуется сначала прошить плату, а потом припаивать к контактам компоненты. Дело в том, что некоторые контакты на плате связаны с USB интерфейсом. В остальном работа с данной платой проста. Существуют специальные версии библиотек для работы различных компонентов именно с этой платой.